# Standing on the Verge of Getting It On
Standing on the Verge of Getting It On es el sexto álbum de estudio de Funkadelic. Fue publicado el 10 de julio de 1974 a través del sello discográfico Westbound Records.

## Recepción de la crítica

### Reseñas contemporáneas
El álbum recibió reseñas positivas por parte de los críticos. Gordon Fletcher de la revista Rolling Stone indicó que “aunque no es tan cósmico como pretende ser, Standing on the Verge of Getting It On al menos muestra un sentido del humor ambiguo”. Un escritor no especificado de Record World declaró: “Como lo indica el nombre del grupo, el funk y la psicodelia unen fuerzas para crear una síntesis rítmica de sonido”. Un escritor no especificado de la revista Cash Box declaró: “Cada corte, desde «Red Hot Momma» hasta «Jimmy's Got a Little Bit of Bitch in Him», tiene sabor y furia y todo el LP brilla con el sudor y la sangre de una batalla reñida, ganada con honor”.

### Revisiones retrospectivas
Jeff Terich de Treble escribió que “Hazel es una gran razón por la que este álbum se encuentra entre los mejores momentos del catálogo de Funkadelic, la mayoría de sus pistas están fuertemente centradas en la guitarra”.  En Christgau's Record Guide: Rock Albums of the Seventies (1981), Robert Christgau escribió: “Aunque con demasiada frecuencia hace honor a su título, este es el disco más sólido que este inquieto grupo ha hecho jamás”. Jesse Ducker de Albunism describió Standing on the Verge of Getting It On como “un álbum impulsado por la guitarra, con las improvisaciones y los solos de Hazel como columna vertebral del proyecto”. Harry Brown de Shatter the Standards señaló que el álbum “contenía algunas de sus creaciones más experimentales y abstractas”. Ned Raggett de AllMusic calificó el álbum como “un caos de cuerpo entero y locura en el mejor sentido posible”.

## Lista de canciones
Todas las canciones escritas y compuestas por George Clinton y Eddie Hazel, excepto «Red Hot Mama», escrita por Clinton, Hazel y Bernie Worrell.
Lado uno
1. «Red Hot Momma» – 3:28
2. «Alice in My Fantasies» – 2:27
3. «I'll Stay» – 7:13
4. «Sexy Ways» – 3:06

Lado dos
1. «Standing on the Verge of Getting It On» – 4:42
2. «Jimmy's Got a Little Bit of Bitch in Him» – 2:30
3. «Good Thoughts, Bad Thoughts» – 12:20

## Créditos y personal
Créditos adaptados desde las notas de álbum de Standing on the Verge of Getting It On.
Funkadelic
- Bernie Worrell – Spaced Viking; teclados, voces
- Calvin Simon – tenor, conga
- Clarence “Fuzzy” Haskins – A Prototype Werewolf; Berserker Octave Vocals
- C. “Boogie” Mosson – World's Only Black Leprechaun; bajo eléctrico, voces
- Garry Shider – guitarra rítmica, voces doo wop, sonrisa siniestra
- George Clinton – Supreme Maggot Minister of Funkadelia; Behaviour Illegal in Several States
- R. “Tiki” Fulwood – percusión, voces
- Ron Bykowski – guitarra rítmica, Polyester Soul-Powered Token White Devil
- “Shady” Grady Thomas – Registered and Licensed Genie; voces
- Ray (Stingray) Davis – Subterranean Bass Vocals, Supercool & Stinky Fingers

Músicos adicionales
- Gary Bronson – batería
- Jimi Calhoun – bajo eléctrico
- Leon Patillo – piano
- Ty Lampkin – percusión

Personal técnico
- George Clinton – productor, concepto, diseño
- Pedro Bell – concepto, diseño, ilustración
- Bruse Bell – ilustración
- Maggot Funkagraphix, Inc. – ilustración
- Bob Scerbo – supervisor
- Sir Lleb of Funkadelia – notas de álbum
- Ira Marcus – fotografía

## Posicionamiento
| Gráfica (1974)                            | Pico de posición |
| ----------------------------------------- | ---------------- |
| Estados Unidos (Billboard Top LPs & Tape) | 163              |
| Estados Unidos (Billboard Soul LPs)       | 13               |